# Фунікулер на пагорбі Гедиміна
Фунікулер на пагорбі Гедиміна — діючий фунікулер у місті Вільнюс, столиці Литви. Один з трьох фуникулерів, що діють в країні. Відкритий 2003 року, використовується туристами для відвідування Віленського Верхнього замку і Вежі Гедиміна.

## Характеристика
Довжина колії — 71 м. Ширина колії — 1 200 мм. Час підйому — 31 секунда (близько хвилини разом із посадкою/висадкою). Вартість проїзду — 2 євро (станом на травень 2019). Працює від електрики, здатний перевозити 16 осіб відразу. Фунікулер було побудовано ABS Transportbahnen. Оператор — Vilniaus pilių direkcija.